# Пахучий муравей-древоточец
Паху́чий мураве́й-древото́чец (лат. Lasius fuliginosus), или Паху́чий древе́сный мураве́й — вид из рода Lasius из подсемейства Formicinae (семейство Formicidae), объединяющий мелких по размеру древесных муравьёв. Рабочие имеют чёрную блестящую окраску и длину около 4—5 мм, самки крупнее (7—8 мм), самцы мелкие (около 4 мм). Голова имеет сердцевидную форму (с выемкой за затылке).

## Распространение
От Европы до Центральной Сибири.

## Описание
Строят «картонные» гнёзда в старых дуплистых деревьях, используя «картон» — смесь пережеванной древесины с жидкостями (падью тлей, слюной). Разводят тлей. Новые семьи молодые самки основывают путём социального паразитизма на других видах своего рода. Взрослые семьи содержат несколько маток.
Социальные паразиты других видов муравьёв. Самки Lasius fuliginosus основывают свои семьи в муравейниках Lasius alienus, Lasius niger, Lasius umbratus и других.
Рабочие строят так называемое картонное гнездо из массы, которая является основой для гриба, выращиваемого Lasius fuliginosus. Тонкие грибные нити Cladosporium myrmecophilum (Deuteromycota) разрастаются, проникают сквозь стенки муравейника и укрепляют их. Единственная цель выращивания таких грибов — стабилизация стенок гнезда сетью нитей грибов. Lasius fuliginosus не питается этим грибком, как часто ошибочно считают. Этот гриб, питающийся сахарами, собранными муравьями из пади тли, растет только в стенках их гнезд, структурно укрепляя их.
В 1970 году методом тонкослойной хроматографии было показано, что, вопреки распространенному мнению, секрет мандибулярных желез не является частью строительного материала. Тонкие картонные стены муравейников в дуплах деревьев обычно состоят из древесины, но иногда и частиц почвы, перемешанных с проросшими нитями мицелий гриба Cladosporium myrmecophilum. Эксперименты убедительно продемонстрировали, что собранная медовая роса, а также подаваемая сахарная вода использовались в качестве клея. Этот клей не только скреплял древесину и частицы почвы, но и служил питательной средой для грибка (Cladosporium myrmecophilum). При строительстве гнездовых камер работали три типа рабочих: строители, переносчики твердого материала и сборщики пади. 

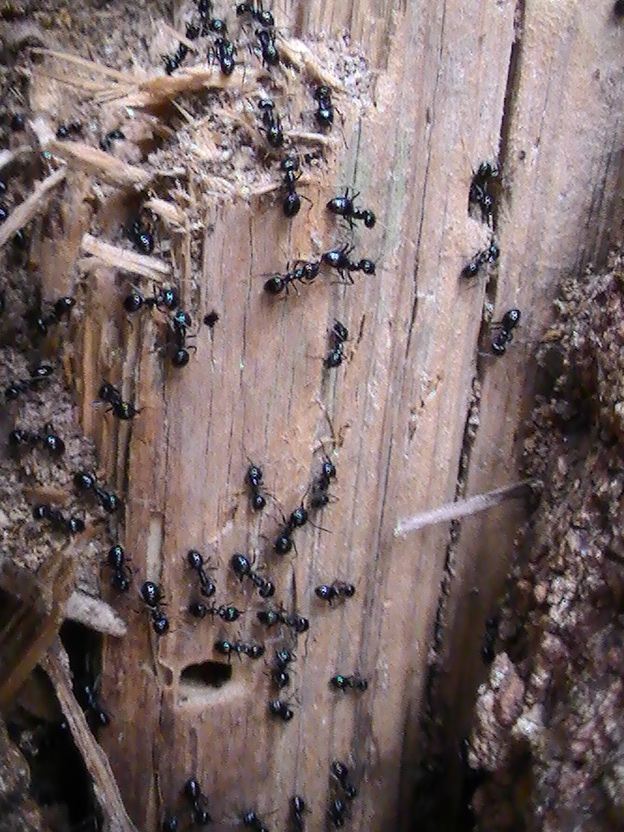
L. fuliginosus на своём древесном гнезде.
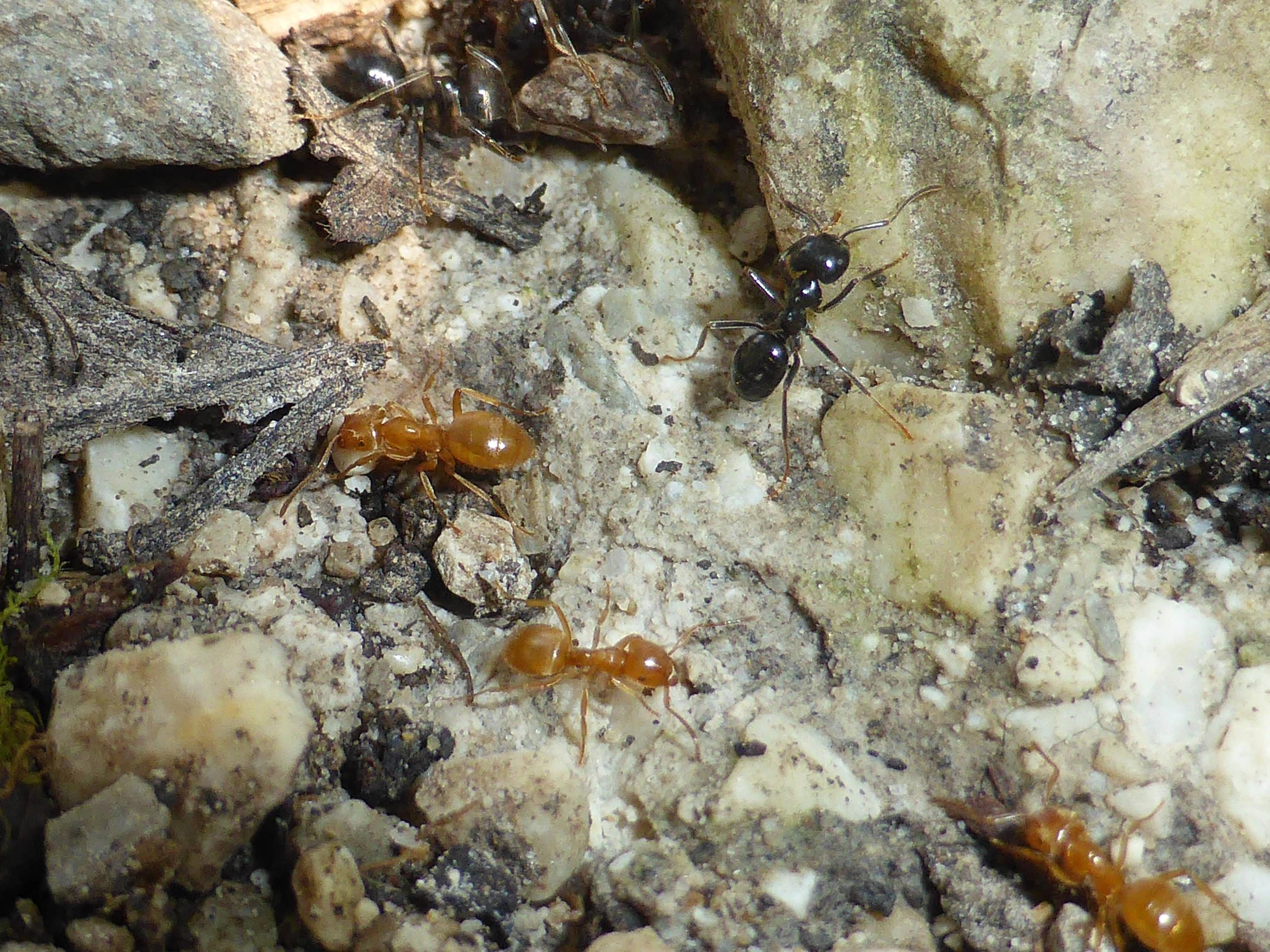
Чёрные L. fuliginosus и их хозяева Chtonolasius sp. (жёлтые).